# ناراغانسيت بيير (رود آيلاند)
ناراغانسيت بيير (بالإنجليزية: Narragansett Pier, Rhode Island)‏ هي أماكن مخصصة للتعداد تقع في الولايات المتحدة في Washington County. يقدر عدد سكانها بـ 3,671 نسمة ومساحتها 10.2 كم2 وترتفع عن سطح البحر 1 متر.

## التركيبة السكانية
حدّد مكتب تعداد الولايات المتحدة بيانات التركيبة السكانية لناراغانسيت بيير في تعداد الولايات المتحدة. في ما يلي، التركيبة السكانية حسب تعدادي 2000 و2010.

### تعداد عام 2000
بلغ عدد سكان ناراغانسيت بيير 3,671 نسمة بحسب تعداد عام 2000، وبلغ عدد الأسر 1,745 أسرة وعدد العائلات 886 عائلة مقيمة في المنطقة السكنية. في حين سجلت الكثافة السكانية 359.9 نسمة لكل كيلومتر مربع (932.1/ميل2). وبلغ عدد الوحدات السكنية 2,129 وحدة بمتوسط كثافة قدره 208.7 لكل كيلومتر مربع (540.5/ميل2).
وتوزع التركيب العرقي للمنطقة السكنية بنسبة 94.03% من البيض و0.87% من الأمريكيين الأفارقة و1.69% من الأمريكيين الأصليين و1.04% من الأمريكيين ذوي الأصول الآسيوية و0.79% من الأعراق الأخرى و1.58% من عرقين مختلطين أو أكثر و1.88% من الهسبانيون أو اللاتينيون من أي عرق.
بلغ عدد الأسر 1,745 أسرة كانت نسبة 17% منها لديها أطفال تحت سن الثامنة عشر تعيش معهم، وبلغت نسبة الأزواج القاطنين مع بعضهم البعض 40.3% من أصل المجموع الكلي للأسر، ونسبة 8% من الأسر كان لديها معيلات من الإناث دون وجود شريك، بينما كانت نسبة 2.5% من الأسر لديها معيلون من الذكور دون وجود شريكة وكانت نسبة 49.2% من غير العائلات. تألفت نسبة 37.4% من أصل جميع الأسر من عدة أفراد يعيشون في نفس المنزل ونسبة 17.1% كانت تتألف من شخص يعيش بمفرده يبلغ من العمر 65 عاماً أو أكثر. وبلغ متوسط حجم الأسرة المعيشية 2.08، أما متوسط حجم العائلات فبلغ 2.70.
بلغ العمر الوسطي للسكان 44.5 عاماً. وكانت نسبة 13.3% من القاطنين تحت سن الثامنة عشر، وكانت نسبة 13.3% بين الثامنة عشر والرابعة والعشرين عاماً، ونسبة 23.5% كانت واقعةً في الفئة العمرية ما بين الخامسة والعشرين والرابعة والأربعين عاماً، ونسبة 26.8% كانت ما بين الخامسة والأربعين والرابعة والستين، ونسبة 22% كانت ضمن فئة الخامسة والستين عاماً فما فوق. يوجد لكل 100 أنثى 85.8 ذكر، ويوجد لكل 100 أنثى في الثامنة عشر من عمرها فما فوق 83.9 ذكر.
بلغ متوسط دخل الأسرة في المنطقة السكنية 39,918 دولارًا، أما متوسط دخل العائلة فبلغ 65,864 دولارًا. وكان متوسط دخل الذكور 34,726 دولارًا مقابل 29,792 دولارًا للإناث. وسجل دخل الفرد الخاص بالمنطقة السكنية 26,811 دولارًا. وكانت نسبة 8.8% من العائلات ونسبة 14.1% من السكان تحت خط الفقر، وكان من هؤلاء نسبة 17% تحت سن الثامنة عشر ونسبة 9.4% في الخامسة والستين من العمر وما فوق.

### تعداد عام 2010
بلغ عدد سكان ناراغانسيت بيير 3,409 نسمة بحسب تعداد عام 2010، وبلغ عدد الأسر 1,633 أسرة وعدد العائلات 754 عائلة مقيمة في المنطقة السكنية. في حين سجلت الكثافة السكانية 334.2 نسمة لكل كيلومتر مربع (865.6/ميل2). وبلغ عدد الوحدات السكنية 2,215 وحدة بمتوسط كثافة قدره 217.2 لكل كيلومتر مربع (562.5/ميل2).
وتوزع التركيب العرقي للمنطقة السكنية بنسبة 95.13% من البيض و1.17% من الأمريكيين الأفارقة و1.29% من الأمريكيين الأصليين و1.03% من الأمريكيين ذوي الأصول الآسيوية و0.06% من سكان جزر المحيط الهادئ و0.38% من الأعراق الأخرى و0.94% من عرقين مختلطين أو أكثر و1.50% من الهسبانيون أو اللاتينيون من أي عرق.
بلغ عدد الأسر 1,633 أسرة كانت نسبة 14.5% منها لديها أطفال تحت سن الثامنة عشر تعيش معهم، وبلغت نسبة الأزواج القاطنين مع بعضهم البعض 35.9% من أصل المجموع الكلي للأسر، ونسبة 7.7% من الأسر كان لديها معيلات من الإناث دون وجود شريك، بينما كانت نسبة 2.6% من الأسر لديها معيلون من الذكور دون وجود شريكة وكانت نسبة 53.8% من غير العائلات. تألفت نسبة 38.5% من أصل جميع الأسر من عدة أفراد يعيشون في نفس المنزل ونسبة 16.8% كانت تتألف من شخص يعيش بمفرده يبلغ من العمر 65 عاماً أو أكثر. وبلغ متوسط حجم الأسرة المعيشية 2.07، أما متوسط حجم العائلات فبلغ 2.66.
بلغ العمر الوسطي للسكان 46.1 عاماً. وكانت نسبة 11.9% من القاطنين تحت سن الثامنة عشر، وكانت نسبة 19.7% بين الثامنة عشر والرابعة والعشرين عاماً، ونسبة 16.7% كانت واقعةً في الفئة العمرية ما بين الخامسة والعشرين والرابعة والأربعين عاماً، ونسبة 29.2% كانت ما بين الخامسة والأربعين والرابعة والستين، ونسبة 22.4% كانت ضمن فئة الخامسة والستين عاماً فما فوق. وتوزع التركيب الجنسي للسكان بنسبة 46.1% ذكور و53.9% إناث.